# Chaulieu
Chaulieu (bis zur Französischen Revolution: Saint-Martin-de-Chaulieu) ist eine französische Gemeinde mit 287 Einwohnern (Stand: 1. Januar 2022) im Département Manche in der Region Normandie. Sie gehört zum Arrondissement Avranches und zum Gemeindeverband Mont-Saint-Michel-Normandie.

## Geografie
Die Gemeinde Chaulieu liegt im normannischen Hügelland (Collines de Normandie), etwa zwölf Kilometer südlich  von Vire Normandie an der Grenze zu den Departements Calvados und Orne. Umgeben wird Chaulieu von den Nachbargemeinden Vire-Normandie im Norden, Saint-Christophe-de-Chaulieu im Osten sowie Sourdeval im Süden und Westen. An der Grenze zur Gemeinde Vire-Normandie entspringt der Küstenfluss Vire.

## Bevölkerungsentwicklung
| Jahr      | 1962 | 1968 | 1975 | 1982 | 1990 | 1999 | 2006 | 2012 | 2021 |
| Einwohner | 308  | 324  | 357  | 280  | 278  | 271  | 279  | 297  | 299  |

Im Jahr 1836 wurde mit 700 Bewohnern die bisher höchste Einwohnerzahl ermittelt. Die Zahlen basieren auf den Daten von cassini.ehess und INSEE.

## Sehenswürdigkeiten
- Kirche Saint-Martin
- Kirche Saint-Sauveur
- Schloss Chaulieu aus dem 17. Jahrhundert, Monument historique[4]
- Belvédère (Aussichtsturm) auf dem mit 368 m höchsten Punkt des Departements Manche

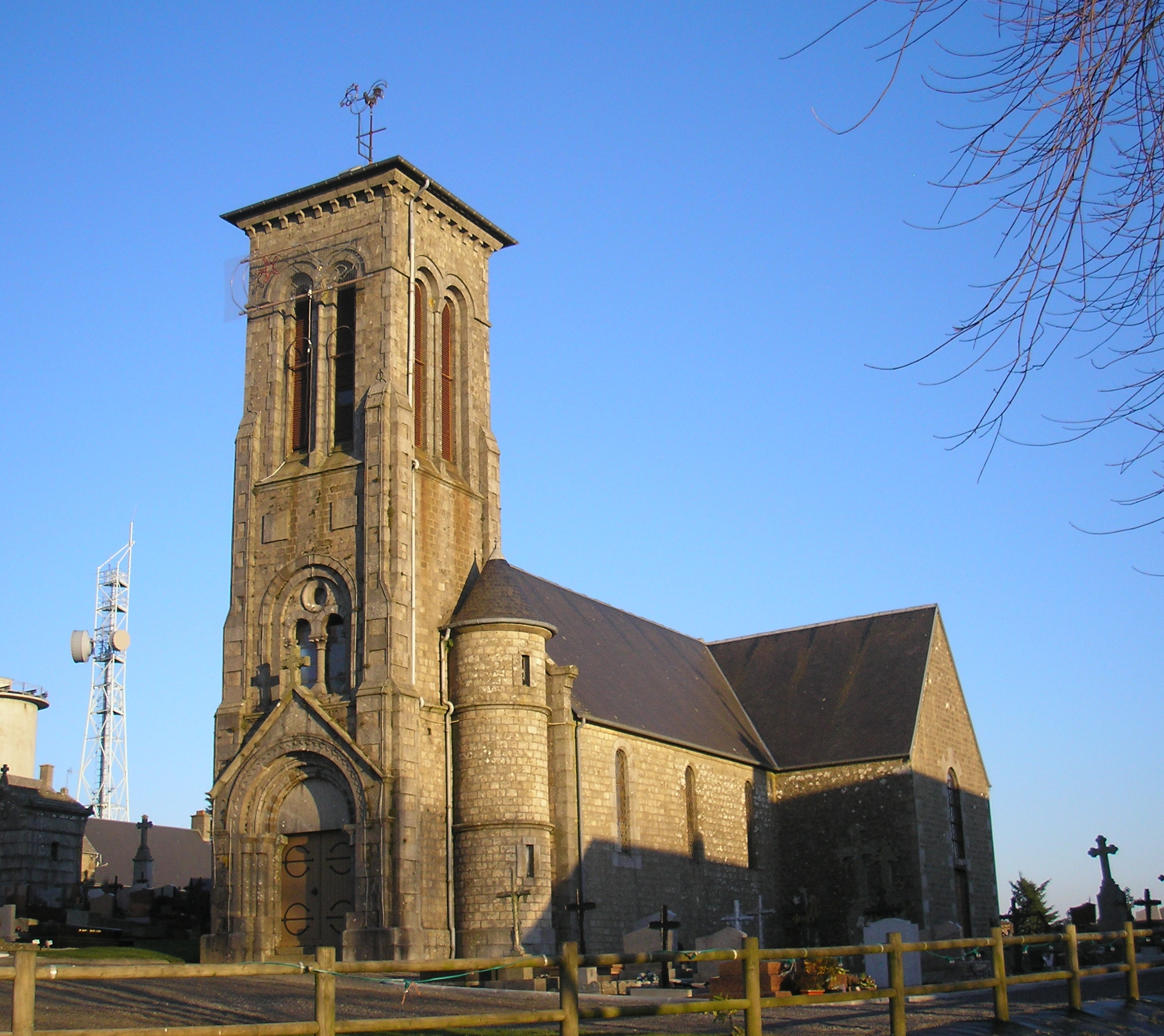
Kirche Saint-Martin
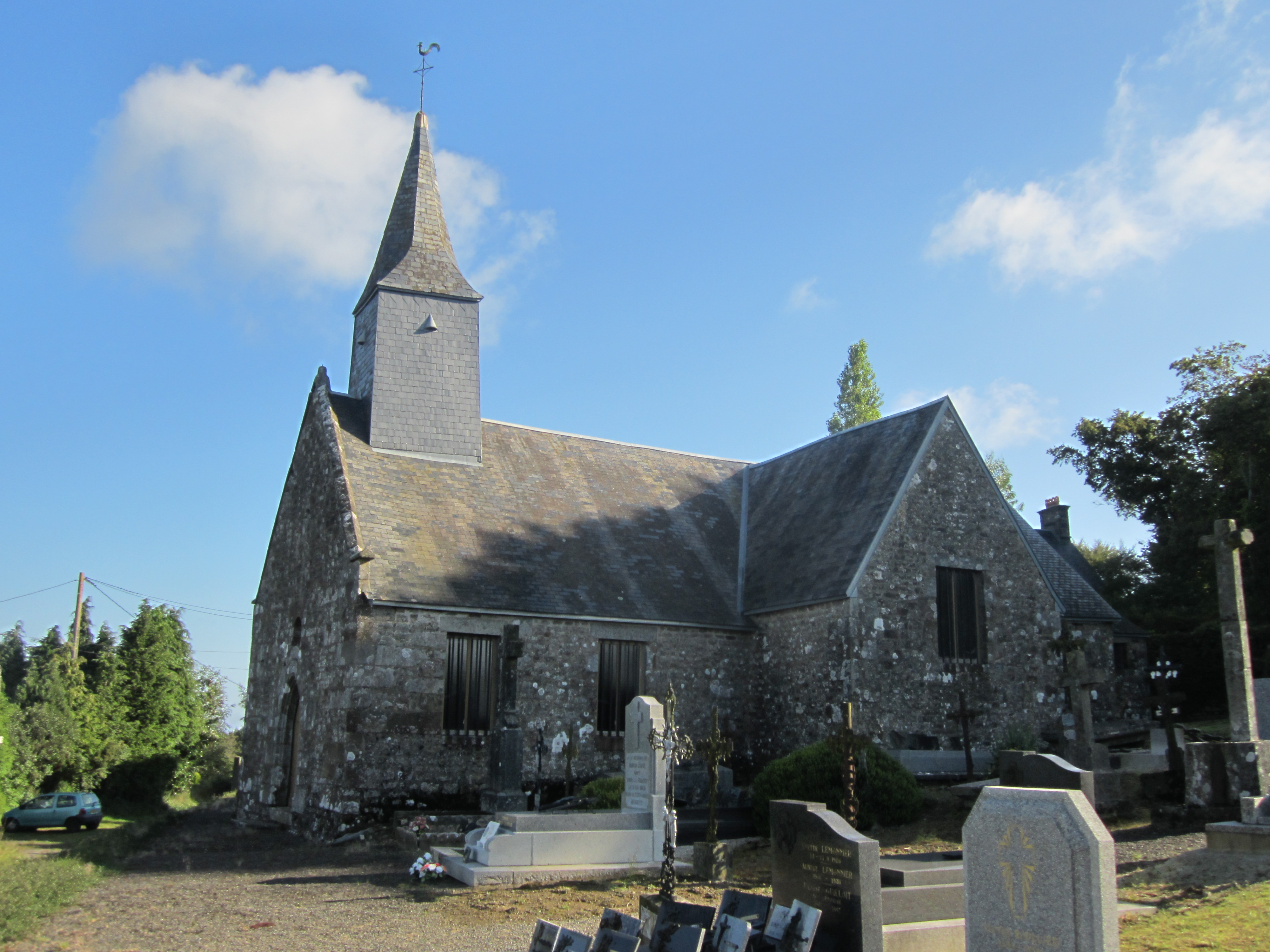
Kirche Saint-Sauveur
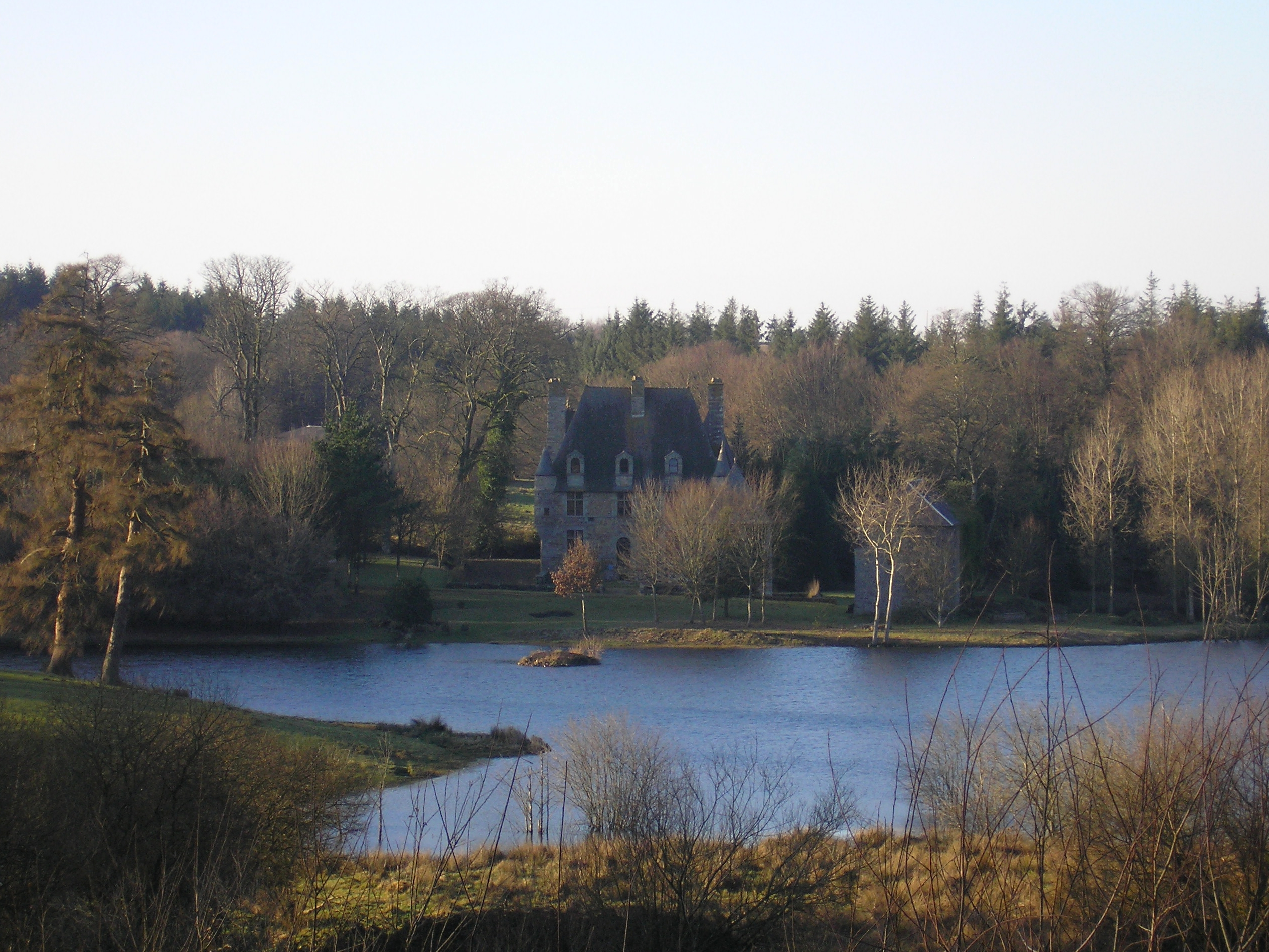
Schloss Chaulieu
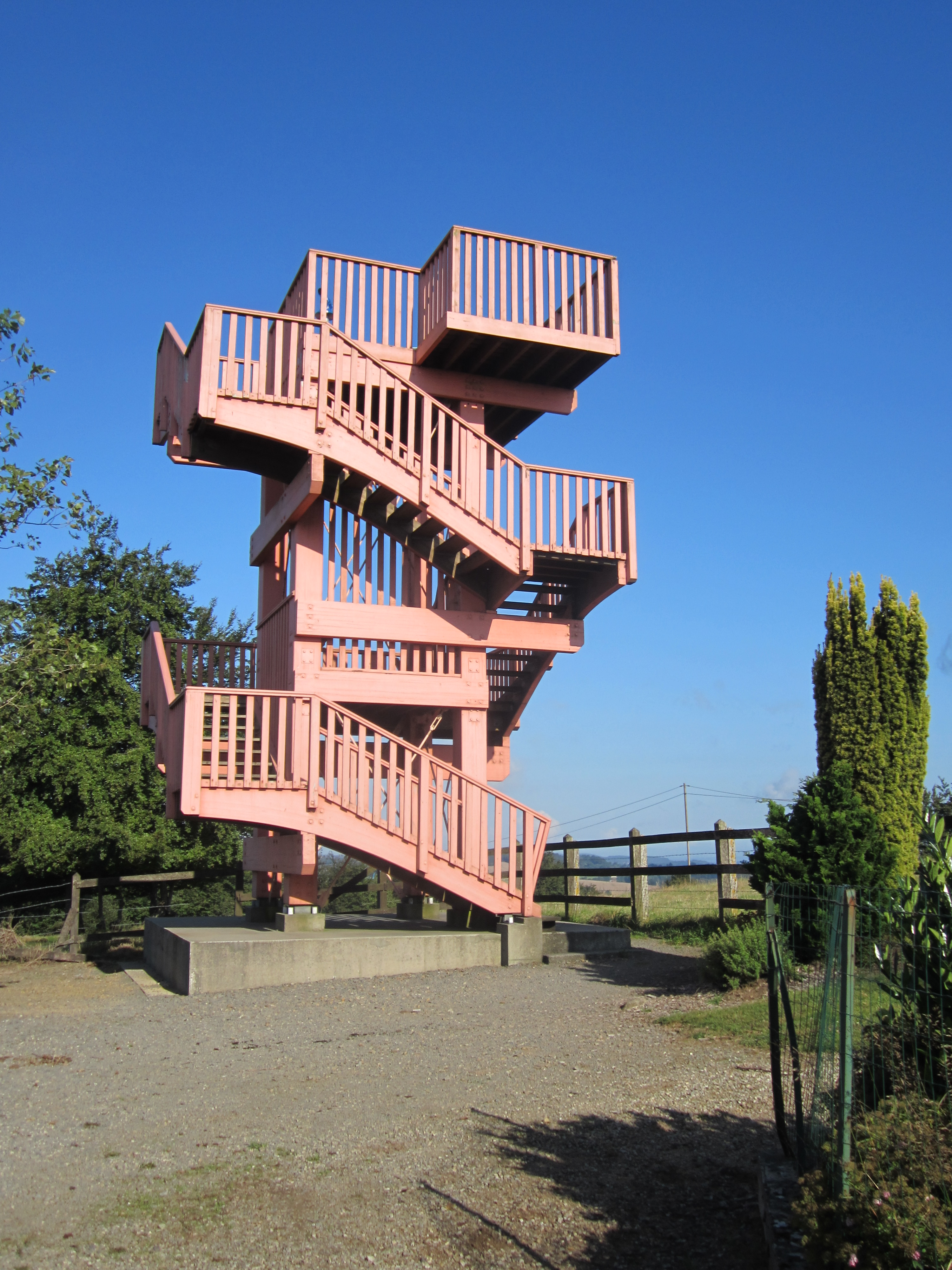
Belvédère

## Wirtschaft und Infrastruktur
In der Gemeinde Chaulieu sind 31 Landwirtschaftsbetriebe ansässig (Getreideanbau, Milchviehhaltung, Rinder-, Pferde- und Geflügelzucht).
Durch die Gemeinde Chaulieu verläuft die Hauptstraße D 911 von Sourdeval nach Tinchebray-Bocage. Im 30 Kilometer entfernten Villedieu-les-Poêles-Rouffigny besteht ein Anschluss an die Autoroute A 84. Im zwölf Kilometer entfernten Vire Normandie befindet sich der nächstgelegene Bahnhof an der Bahnstrecke Argentan–Granville.

## Belege
1. ↑  Ortsname auf cassini.ehess.fr
2. ↑  Chaulieu auf cassini.ehess
3. ↑  Chaulieu auf INSEE
4. ↑  Eintrag in der Base Mérimée des Kulturministeriums (französisch, abgerufen am 14. Juni 2017)
5. ↑  Landwirtschaftsbetriebe auf annuaire-mairie.fr (französisch)